# Dysstroma mulleolata
Dysstroma mulleolata là một loài bướm đêm trong họ Geometridae.